# San Felipe Cihualtepec
San Felipe Cihualtepec är en ort i Mexiko.   Den ligger i kommunen San Juan Cotzocón och delstaten Oaxaca, i den sydöstra delen av landet, 500 km sydost om huvudstaden Mexico City. San Felipe Cihualtepec ligger 82 meter över havet och antalet invånare är 2 096.
Terrängen runt San Felipe Cihualtepec är huvudsakligen platt. San Felipe Cihualtepec ligger nere i en dal. Runt San Felipe Cihualtepec är det glesbefolkat, med 15 invånare per kvadratkilometer. San Felipe Cihualtepec är det största samhället i trakten. Omgivningarna runt San Felipe Cihualtepec är en mosaik av jordbruksmark och naturlig växtlighet.